# موتا ویسکنتی
موتا ویسکُنتی (به ایتالیایی: Motta Visconti) یک کومونه در ایتالیا است که در استان میلان واقع شده‌است. موتا ویسکنتی ۹٫۹ کیلومتر مربع مساحت و ۶٬۸۴۴ نفر جمعیت دارد. موتا ویسکُنتی ۱۰۰ متر بالاتر از سطح دریا واقع شده‌است.